# Ефект близькості

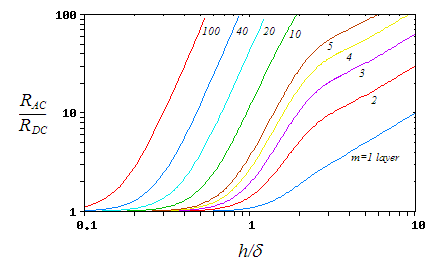
Відношення активного опору змінного струму до опору постійного струму для ділянки смужкової обмотки для різних частот (δ позначає глибиру скін-шару). Видно, як збільшення кількості шарів котушки призводить до збільшення опору при високих частотах.

Ефект близькості полягає у тому, що якщо в безпосередній близькості один від одного розташовані кілька провідників зі змінним струмом, то кожен з провідників знаходиться не тільки у власному змінному магнітному полі, а й у магнітному полі інших провідників. Це призводить до того, що розподіл змінного струму в кожному провіднику буде відмінним від випадку, коли цей провідник є відокремленим. Внаслідок цього ефекту відбувається додаткове збільшення активного опору провідників.

## Зовнішні посилання
- Skin Effect, Proximity Effect, and Litz Wire [Архівовано 19 травня 2019 у Wayback Machine.] Electromagnetic effects
- Skin and Proximity Effects and HiFi Cables [Архівовано 11 квітня 2021 у Wayback Machine.]

| Фізика | Це незавершена стаття з фізики. Ви можете допомогти проєкту, виправивши або дописавши її. |